# Jorge Quesada Obando
Jorge Quesada Obando   (San José, 1 de setembre de 1915 - Ciutat de Mèxic, desembre 1983) fou un futbolista costa-riqueny de les dècades de 1930 i 1940.
Actuava d'interior i d'extrem dret. Fou jugador el 1932 de CS La Libertad, amb qui va guanyar el campionat de futbol de Costa Rica el 1934. L'any 1935 fitxà pel RCD Espanyol, on jugà el final de la temporada 1934-35, fins a la 1936-37, guanyant aquest darrer any el Campionat de Catalunya. La temporada 1939-40, va jugar a les files del Real Club España de Mèxic, on jugà fins a la temporada 1946-47 i més tard al Club America.
El 1938 va jugar amb la selecció nacional de Costa Rica, participant en el campionat d'Amèrica Central i el Carib.